# Taner Ceylan
Taner Ceylan (1967) is een Turks kunstschilder, geboren in Duitsland. Zijn schilderijen zijn het meest opgenomen in private en een aantal museale collecties. Ceylan woont en werkt in Istanboel, maar exposeert met name buiten Turkije. Zijn schilderijen zijn over het algemeen hyperrealistisch en kennen ook (homo)erotische aspecten.

## Biografie
Ceylan studeerde van 1986 tot 1991 aan de Mimar Sinan Universiteit, een hogeschool voor kunstonderwijs. Van 2001 tot 2003 werkte hij als lector aan de Yeditepe Universiteit in Istanboel bij de faculteit voor Schone Kunsten. Hij werd ontslagen nadat de universiteit erachter kwam dat hij schilderijen maakt met homo-erotische voorstellingen.
De schilder werd vooral bekend door zijn soms expliciete schilderijen. Na zijn eerste expositie in de Verenigde Staten koos hij er voor om zich meer te richten op erotische schilderijen. Meer expliciete schilderijen heeft Ceylan gecensureerd voordat zij vertoond werden, of in een catalogus werden opgenomen. Ceylan heeft mogelijk voor gekozen om meer publiek te bereiken, zowel uit financieel oogpunt, als uit oogpunt om te kunnen blijven protesteren.
In 2013 nam Ceylan deel aan de protesten bij het Taksimplein. Hij maakte vooral gebruik van zijn contacten om gewonden te kunnen verzorgen.

## Werkwijze
Ceylan werkt al vanaf het begin fotorealistisch dan wel hyperrealistisch, voor hem een natuurlijke werkwijze. Hij bereikt dit effect onder andere door zijn modellen te fotograferen en dan ook de studiobelichting te schilderen.

## Collecties
- Scheringa Museum voor Realisme - Together
- Museum Boijmans van Beuningen - Alp on a White Background (2008)

## Tentoonstellingen
- Paul Kasmin Gallery - The Lost Paintings, 18 september – 26 oktober 2013[1]